# Argyrodes incursus
Argyrodes incursus är en spindelart som beskrevs av Gray och Anderson 1989. Argyrodes incursus ingår i släktet Argyrodes och familjen klotspindlar. Inga underarter finns listade i Catalogue of Life.